# Everything (canção de Mary J. Blige)
"Everything" é uma canção de 1997 da cantora de R&B Mary J. Blige. Composta e produzida por Jimmy Jam & Terry Lewis, foi lançada como o terceiro single do terceiro álbum da cantora, Share My World.

## Informação

### Gravação
- A canção apresenta samples de "You Are Everything" de The Stylistics e " The Payback" de James Brown.
- A canção também sampleia "Can't You See", de Total, "Hold On", de En Vogue, e "The Boomin' System", de LL Cool J.
- Também inclui re-interpolações dos vocais de "Sukiyaki", de Kyu Sakamoto.
- A ex-membro do Destiny's Child LeToya também sampleou a canção para o seu single de 2006, "Torn".

### Lançamento e reação
Lançada em 4 de Agosto de 1997, a canção atingiu o número vinte e quatro na parada Billboard Hot 100 e número cinco na Billboard Hot R&B/Hip-Hop Songs. Também chegou ao número seis na UK Singles Chart, se tornando o primeiro hit de Blige a ficar entre as dez melhores no Reino Unido.

## Performance nas paradas musicais
| Parada musical (1997)                        | Melhor posição |
| -------------------------------------------- | -------------- |
| Estados Unidos (Billboard Hot 100)           | 24             |
| Estados Unidos (Billboard R&B/Hip-Hop Songs) | 2              |
| Reino Unido (UK Singles Chart)               | 6              |
| Nova Zelândia (Recorded Music NZ)            | 13             |
| Países Baixos (Dutch Top 40)                 | 62             |

## Créditos
- Todos os vocais por Mary J. Blige
- Produzido por Jimmy Jam & Terry Lewis
- O video clipe foi dirigido por Hype Williams e filmado em um local em Kauai, Hawaii.
- O remix 'So So Def' de "Everything" foi produzido por Jermaine Dupri e apresenta um sample de "Call Me D-Nice" de D-Nice.[6]